# Kostrowa (wieś)
Kostrowa (ros. Кострова) – wieś (ros. село, trb. sieło) w zachodniej Rosji, w sielsowiecie bierieznikowskim rejonu rylskiego w obwodzie kurskim.

## Geografia
Miejscowość położona jest 8 km od centrum administracyjnego sielsowietu bierieznikowskiego (Bieriezniki), 9,5 km od centrum administracyjnego rejonu (Rylsk), 105 km od Kurska.
W granicach miejscowości znajduje się 90 posesji.

## Historia
Do czasu reformy administracyjnej w roku 2010 wieś Kostrowa była centrum administracyjnym sielsowietu kostrowskiego, który w tymże roku został włączony (wraz z sielsowietem kapysticzańskim) w sielsowiet bierieznikowski.

## Demografia
W 2010 r. miejscowość zamieszkiwało 148 osób.